# Dremel

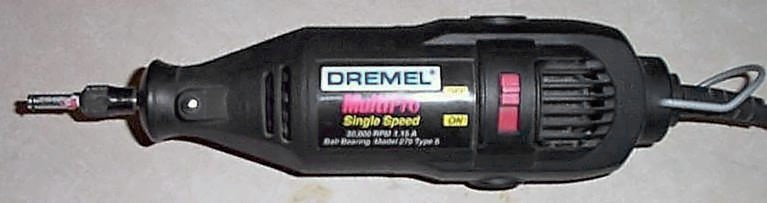
Un Dremel modelo 'MultiPro' monovelocidad.

Dremel es una marca estadounidense de herramientas eléctricas conocida principalmente por sus herramientas rotativas. Las herramientas rotativas Dremel son similares a las amoladoras de piezas de fundición neumáticas utilizadas en la industria metalúrgica por los fabricantes de herramientas o moldes.
Las herramientas fueron desarrolladas originalmente por Albert J. Dremel, un inmigrante austriaco que fundó la Compañía Dremel en 1932 en Racine, Wisconsin. La compañía fue comprada por Robert Bosch GmbH en 1993, y hoy es una división de Robert Bosch Tool Corporation ubicada en Mount Prospect, Illinois. Las actividades de Dremel en Europa, Oriente Medio y África son operadas por Dremel Europe, con sede en Breda, Países Bajos.

## Herramientas rotatorias

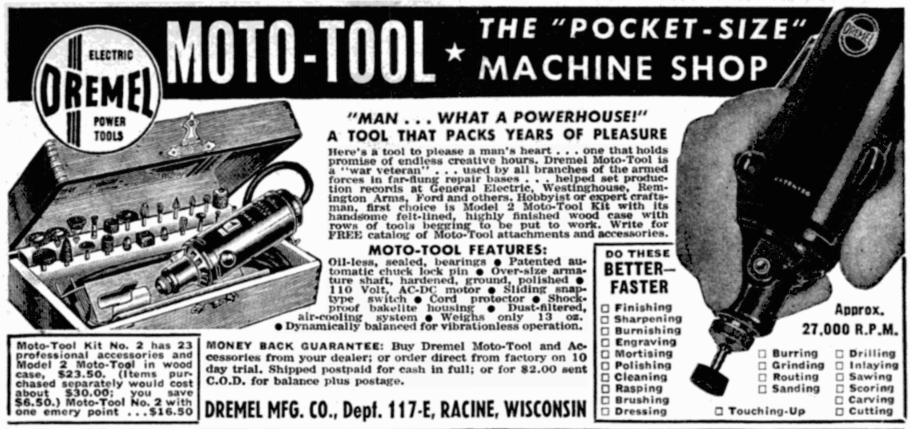
Propaganda de 1947 de Dremel Moto-Tool

El concepto de Dremel Moto-Tool original era girar una herramienta de corte, la herramienta es sostenida por una boquilla de sujeción. Las versiones de velocidad variable pueden cubrir un rango de 3,000 a 37,000 rpm. El concepto Dremel se basa en la alta velocidad en comparación con el alto torque de un taladro eléctrico convencional. Al insertar una broca apropiada, la herramienta puede realizar taladrado, pulido, afilado, corte, limpieza, pulido, lijado, fresado, tallado y grabado. Existen modelos con pilas y con cable. Se han comercializado algunos modelos inalámbricos denominados Dremel Freewheeler. Las opciones de Dremel incluyen un accesorio de fresado en miniatura y un accesorio de sierra de sable que permite que la herramienta actúe como una pequeña sierra alternativa.
Otras herramientas rotativas Dremel incluyen una herramienta de tallado de calabaza sin cable, una herramienta de aseo de uñas para mascotas sin cable y una herramienta de limpieza de pelotas y palos de golf sin cable.